# Jean-Paul de Gua de Malves
Jean-Paul de Gua de Malves (n. c. 1712 - d. 2 iunie 1786) a fost un savant francez, inițiator al celebrei Encyclopédie.
Deși a fost abate și profesor de teologie la Collège de France, s-a ocupat în particular cu matematica, domeniu în care a studiat minuțos lucrările predecesorilor săi și le-a criticat, aducând idei valoroase, în special în domeniul teoriei curbelor.
Cea mai valoroasă lucrare a sa este Usage de l'Analyse de Descartes, apărută la Paris în 1740.
Lucrările sale conțin idei valoroase, care au contribuit la progresul teoriei curbelor algebrice.
A utilizat metoda coordonatelor în cercetările sale din domeniul geometriei diferențiale.
A studiat în detaliu forma curbelor lui Cassini.
S-a ocupat și de paralelogramul lui Newton, pe care l-a transformat, în scopul cercetării curbelor, în triunghiuri algebrice, respectiv analitice.
A elaborat metodele geometriei diferențiale pentru determinarea punctelor singulare simple.
În 1754 a întocmit un plan relativ la exploatarea minelor de aur din Languedoc.
În 1740 a fost ales membru al Academiei de Științe a Franței, iar în 1743 în cadrul Royal Society.